# Tony Hawk's Pro Skater 2
Tony Hawk's Pro Skater 2, även känt som THPS2, är ett sportspel där man åker skateboard och gör olika trick. Spelet är uppkallat efter skateboardlegenden Tony Hawk. Spelet släpptes 2000 till PlayStation.

## Gameplay
Spelet ses i ett tredjepersonsperspektiv, alltså ser man sin valda skatare i ryggen. Man styr med hjälp av pilarna eller styrspaken på kontrollen. Om man inte rör några knappar alls kommer den valda skataren att sakta glida fram på banan utan att så mycket händer. Vill man ta fart håller man inne "x", och när man sedan släpper knappen blir det ett hopp. Det är i luften man kan gör så kallade "fliptricks". För att göra det så håller man inne fyrkant och någon av pilarna.

## Karriärläge
I THPS2 finns ett karriärläge som tillåter spelaren att välja en skatare och sedan göra karriär med honom/henne. Spelläget går ut på att klara ett antal banor för att få pengar och tillgång till nästa bana. För att klara en bana måste man nå ett antal "mål" som är lite olika för varje bana. På varje bana har man två minuter på sig att utföra valfritt/valfria mål. Ett mål som man skall klara av på varje bana är att få ett visst antal poäng. Andra mål som är samma är att bilda ordet "SKATE" genom att plocka upp bokstäverna i ordet som finns utspridda på banan Man har oändlig antal försök på sig att klara detta vilket innebär att man förr eller senare kommer att klara av det, om man inte tröttnar eller dylikt. Om man klarat ett mål så sparas det, till exempel om man får ihop alla bokstäverna i ordet "SKATE", så har man klarat det och kan börja om och få två nya minuter på sig.
För de intjänade pengarna kan man köpa nya trick eller spendera dem i sk. "stat points", vilket gör skataren bättre på det man väljer att spendera i.

## Spelbara skatare
- Tony Hawk
- Bob Burnquist
- Steve Caballero
- Kareem Campbell
- Rune Glifberg
- Eric Koston
- Bucky Lasek
- Rodney Mullen
- Chad Muska
- Andrew Reynolds
- Geoff Rowley
- Elissa Steamer
- Jamie Thomas

## Banor
- Hangar, Mullet Falls, Montana
- School II, Södra Kalifornien
- Marseille, Frankrike
- New York, New York
- Venice Beach, Kalifornien
- Skatestreet (Ventura, Kalifornien)
- Philadelphia, Pennsylvania
- Bullring, Mexiko